# Palmarès du double dames des Internationaux de France
Pour un article plus général, voir Internationaux de France de tennis.
Cet article reprend le palmarès du double dames des internationaux de France depuis la première apparition en 1907 d'un tableau de double féminin au championnat de France de tennis, précurseur des actuels internationaux de France de tennis.

## Palmarès
| No                                           | Date       | Nom et lieu du tournoi                                  | Catégorie                                               | Dotation                                                | Surface                                                 | Vainqueures                                             | Finalistes                                              | Score                                                   |                                                         |
| -------------------------------------------- | ---------- | ------------------------------------------------------- | ------------------------------------------------------- | ------------------------------------------------------- | ------------------------------------------------------- | ------------------------------------------------------- | ------------------------------------------------------- | ------------------------------------------------------- | ------------------------------------------------------- |
| Championnat de France amateurs international |            |                                                         |                                                         |                                                         |                                                         |                                                         |                                                         |                                                         |                                                         |
| 1                                            | ??-05-1907 | Championnat de France Paris                             | G. Chelem                                               | NC                                                      | Terre (ext.)                                            | Adine Masson Yvonne de Pfeffel                          | NC                                                      | NC                                                      | Tableau                                                 |
| 2                                            | ??-05-1908 | Championnat de France Paris                             | G. Chelem                                               | NC                                                      | Terre (ext.)                                            | Kate Gillou Cécile Matthey                              | NC                                                      | NC                                                      | Tableau                                                 |
| 3                                            | ??-05-1909 | Championnat de France Bordeaux                          | G. Chelem                                               | NC                                                      | Terre (ext.)                                            | Jeanne Matthey Daisy Speranza                           | NC                                                      | NC                                                      | Tableau                                                 |
| 4                                            | ??-05-1910 | Championnat de France Paris                             | G. Chelem                                               | NC                                                      | Terre (ext.)                                            | Jeanne Matthey Daisy Speranza                           | NC                                                      | NC                                                      | Tableau                                                 |
| 5                                            | ??-05-1911 | Championnat de France Paris                             | G. Chelem                                               | NC                                                      | Terre (ext.)                                            | Jeanne Matthey Daisy Speranza                           | NC                                                      | NC                                                      | Tableau                                                 |
| 6                                            | ??-05-1912 | Championnat de France Paris                             | G. Chelem                                               | NC                                                      | Terre (ext.)                                            | Jeanne Matthey Daisy Speranza                           | NC                                                      | NC                                                      | Tableau                                                 |
| 7                                            | ??-05-1913 | Championnat de France Paris                             | G. Chelem                                               | NC                                                      | Terre (ext.)                                            | Blanche Amblard Suzanne Amblard                         | NC                                                      | NC                                                      | Tableau                                                 |
| 8                                            | 17-06-1914 | Championnat de France Paris                             | G. Chelem                                               | NC                                                      | Terre (ext.)                                            | Blanche Amblard Suzanne Amblard                         | Suzanne Lenglen Germaine Golding                        | 6-4, 8-6                                                | Tableau                                                 |
|                                              | 1915-1919  | Pas de tournoi en raison de la Première guerre mondiale | Pas de tournoi en raison de la Première guerre mondiale | Pas de tournoi en raison de la Première guerre mondiale | Pas de tournoi en raison de la Première guerre mondiale | Pas de tournoi en raison de la Première guerre mondiale | Pas de tournoi en raison de la Première guerre mondiale | Pas de tournoi en raison de la Première guerre mondiale | Pas de tournoi en raison de la Première guerre mondiale |
| 9                                            | 05-06-1920 | Championnat de France Paris                             | G. Chelem                                               | NC                                                      | Terre (ext.)                                            | Suzanne Lenglen Élisabeth d'Ayen                        | Germaine Golding Jeanne Vaussard                        | 6-1, 6-1                                                | Tableau                                                 |
| 10                                           | 12-05-1921 | Championnat de France Paris                             | G. Chelem                                               | NC                                                      | Terre (ext.)                                            | Suzanne Lenglen Germaine Bourgeois                      | Marguerite Broquedis Suzanne Deve                       | 6-2, 6-1                                                | Tableau                                                 |
| 11                                           | 03-06-1922 | Championnat de France Paris                             | G. Chelem                                               | NC                                                      | Terre (ext.)                                            | Suzanne Lenglen Germaine Bourgeois                      | Marie Conquet Marie Danet                               | 6-3, 6-1                                                | Tableau                                                 |
| 12                                           | ??-05-1923 | Championnat de France Paris                             | G. Chelem                                               | NC                                                      | Terre (ext.)                                            | Suzanne Lenglen Julie Vlasto                            | Helene Contostavlos Daisy Speranza                      | 6-1, 6-0                                                | Tableau                                                 |
| 13                                           | ??-05-1924 | Championnat de France Paris                             | G. Chelem                                               | NC                                                      | Terre (ext.)                                            | Marguerite Broquedis Yvonne Bourgeois                   | Germaine Golding Jeanne Vaussard                        | 6-3, 6-3                                                | Tableau                                                 |
| Internationaux de France amateurs            |            |                                                         |                                                         |                                                         |                                                         |                                                         |                                                         |                                                         |                                                         |
| 14                                           | 27-05-1925 | Internationaux de France Paris                          | G. Chelem                                               | NC                                                      | Terre (ext.)                                            | Suzanne Lenglen Julie Vlasto                            | Evelyn Colyer Kitty McKane                              | 6-1, 9-11, 6-2                                          | Tableau                                                 |
| 15                                           | 02-06-1926 | Internationaux de France Paris                          | G. Chelem                                               | NC                                                      | Terre (ext.)                                            | Suzanne Lenglen Julie Vlasto                            | Kitty McKane Evelyn Colyer                              | 6-1, 6-1                                                | Tableau                                                 |
| 16                                           | 24-05-1927 | Internationaux de France Paris                          | G. Chelem                                               | NC                                                      | Terre (ext.)                                            | Bobbie Heine Irene Bowder                               | Peggy Saunders Phoebe Holcroft                          | 6-2, 6-1                                                | Tableau                                                 |
| 17                                           | 20-05-1928 | Internationaux de France Paris                          | G. Chelem                                               | NC                                                      | Terre (ext.)                                            | Eileen Bennett Phoebe Holcroft                          | Suzanne Deve Sylvie Jung                                | 6-0, 6-2                                                | Tableau                                                 |
| 18                                           | 20-05-1929 | Internationaux de France Paris                          | G. Chelem                                               | NC                                                      | Terre (ext.)                                            | Lilí Álvarez Cornelia Bouman                            | Bobbie Heine Alida Neave                                | 7-5, 6-3                                                | Tableau                                                 |
| 19                                           | 15-05-1930 | Internationaux de France Paris                          | G. Chelem                                               | NC                                                      | Terre (ext.)                                            | Elizabeth Ryan Helen Wills                              | Simone Barbier Simonne Mathieu                          | 6-3, 6-1                                                | Tableau                                                 |
| 20                                           | 25-05-1931 | Internationaux de France Paris                          | G. Chelem                                               | NC                                                      | Terre (ext.)                                            | Eileen Bennett Betty Nuthall                            | Cilly Aussem Elizabeth Ryan                             | 9-7, 6-2                                                | Tableau                                                 |
| 21                                           | 22-05-1932 | Internationaux de France Paris                          | G. Chelem                                               | NC                                                      | Terre (ext.)                                            | Elizabeth Ryan Helen Wills                              | Betty Nuthall Eileen Bennett                            | 6-1, 6-3                                                | Tableau                                                 |
| 22                                           | 22-05-1933 | Internationaux de France Paris                          | G. Chelem                                               | NC                                                      | Terre (ext.)                                            | Simonne Mathieu Elizabeth Ryan                          | Sylvie Jung Colette Rosambert                           | 6-1, 6-3                                                | Tableau                                                 |
| 23                                           | 23-05-1934 | Internationaux de France Paris                          | G. Chelem                                               | NC                                                      | Terre (ext.)                                            | Simonne Mathieu Elizabeth Ryan                          | Helen Jacobs Sarah Palfrey                              | 3-6, 6-4, 6-2                                           | Tableau                                                 |
| 24                                           | 20-05-1935 | Internationaux de France Paris                          | G. Chelem                                               | NC                                                      | Terre (ext.)                                            | Margaret Scriven Kay Stammers                           | Ida Adamoff Hilde Sperling                              | 6-4, 6-0                                                | Tableau                                                 |
| 25                                           | 19-05-1936 | Internationaux de France Paris                          | G. Chelem                                               | NC                                                      | Terre (ext.)                                            | Simonne Mathieu Billie Yorke                            | Jadwiga Jędrzejowska Susan Noel                         | 2-6, 6-4, 6-4                                           | Tableau                                                 |
| 26                                           | 18-05-1937 | Internationaux de France Paris                          | G. Chelem                                               | NC                                                      | Terre (ext.)                                            | Simonne Mathieu Billie Yorke                            | Dorothy Andrus Sylvie Jung                              | 3-6, 6-2, 6-2                                           | Tableau                                                 |
| 27                                           | 02-06-1938 | Internationaux de France Paris                          | G. Chelem                                               | NC                                                      | Terre (ext.)                                            | Simonne Mathieu Billie Yorke                            | Nelly Adamson Arlette Halff                             | 6-3, 6-3                                                | Tableau                                                 |
| 28                                           | 08-06-1939 | Internationaux de France Paris                          | G. Chelem                                               | NC                                                      | Terre (ext.)                                            | Jadwiga Jędrzejowska Simonne Mathieu                    | Alice Florian Hella Kovac                               | 7-5, 7-5                                                | Tableau                                                 |
|                                              | 1940-1945  | Pas de tournoi en raison de la Seconde guerre mondiale  | Pas de tournoi en raison de la Seconde guerre mondiale  | Pas de tournoi en raison de la Seconde guerre mondiale  | Pas de tournoi en raison de la Seconde guerre mondiale  | Pas de tournoi en raison de la Seconde guerre mondiale  | Pas de tournoi en raison de la Seconde guerre mondiale  | Pas de tournoi en raison de la Seconde guerre mondiale  | Pas de tournoi en raison de la Seconde guerre mondiale  |
| 29                                           | 18-07-1946 | Internationaux de France Paris                          | G. Chelem                                               | NC                                                      | Terre (ext.)                                            | Louise Brough Margaret Osborne                          | Pauline Betz Doris Hart                                 | 6-4, 0-6, 6-1                                           | Tableau                                                 |
| 30                                           | 14-07-1947 | Internationaux de France Paris                          | G. Chelem                                               | NC                                                      | Terre (ext.)                                            | Louise Brough Margaret Osborne                          | Doris Hart Patricia Canning Todd                        | 7-5, 6-2                                                | Tableau                                                 |
| 31                                           | 19-05-1948 | Internationaux de France Paris                          | G. Chelem                                               | NC                                                      | Terre (ext.)                                            | Doris Hart Patricia Canning Todd                        | Shirley Fry Mary Arnold                                 | 6-4, 6-2                                                | Tableau                                                 |
| 32                                           | 18-05-1949 | Internationaux de France Paris                          | G. Chelem                                               | NC                                                      | Terre (ext.)                                            | Louise Brough Margaret Osborne                          | Joy Gannon Betty Hilton                                 | 7-5, 6-1                                                | Tableau                                                 |
| 33                                           | 24-05-1950 | Internationaux de France Paris                          | G. Chelem                                               | NC                                                      | Terre (ext.)                                            | Shirley Fry Doris Hart                                  | Louise Brough Margaret Osborne                          | 1-6, 7-5, 6-2                                           | Tableau                                                 |
| 34                                           | 23-05-1951 | Internationaux de France Paris                          | G. Chelem                                               | NC                                                      | Terre (ext.)                                            | Shirley Fry Doris Hart                                  | Beryl Bartlett Barbara Scofield                         | 10-8, 6-3                                               | Tableau                                                 |
| 35                                           | 20-05-1952 | Internationaux de France Paris                          | G. Chelem                                               | NC                                                      | Terre (ext.)                                            | Shirley Fry Doris Hart                                  | Hazel Redick-Smith Julia Wipplinger                     | 7-5, 6-1                                                | Tableau                                                 |
| 36                                           | 20-05-1953 | Internationaux de France Paris                          | G. Chelem                                               | NC                                                      | Terre (ext.)                                            | Shirley Fry Doris Hart                                  | Maureen Connolly Julia Sampson                          | 6-4, 6-3                                                | Tableau                                                 |
| 37                                           | 17-05-1954 | Internationaux de France Paris                          | G. Chelem                                               | NC                                                      | Terre (ext.)                                            | Maureen Connolly Nell Hall Hopman                       | Maud Galtier Suzanne Schmitt                            | 7-5, 4-6, 6-0                                           | Tableau                                                 |
| 38                                           | 23-05-1955 | Internationaux de France Paris                          | G. Chelem                                               | NC                                                      | Terre (ext.)                                            | Beverly Baker Darlene Hard                              | Shirley Bloomer Pat Ward                                | 7-5, 6-8, 13-11                                         | Tableau                                                 |
| 39                                           | 15-05-1956 | Internationaux de France Paris                          | G. Chelem                                               | NC                                                      | Terre (ext.)                                            | Angela Buxton Althea Gibson                             | Darlene Hard Dorothy Knode                              | 6-8, 8-6, 6-1                                           | Tableau                                                 |
| 40                                           | 20-05-1957 | Internationaux de France Paris                          | G. Chelem                                               | NC                                                      | Terre (ext.)                                            | Shirley Bloomer Darlene Hard                            | Yola Ramírez Rosie Reyes                                | 7-5, 4-6, 7-5                                           | Tableau                                                 |
| 41                                           | 20-05-1958 | Internationaux de France Paris                          | G. Chelem                                               | NC                                                      | Terre (ext.)                                            | Yola Ramírez Rosie Reyes                                | Mary Bevis Hawton Thelma Coyne Long                     | 6-4, 7-5                                                | Tableau                                                 |
| 42                                           | 19-05-1959 | Internationaux de France Paris                          | G. Chelem                                               | NC                                                      | Terre (ext.)                                            | Sandra Reynolds Renee Schuurman                         | Yola Ramírez Rosie Reyes                                | 2-6, 6-0, 6-1                                           | Tableau                                                 |
| 43                                           | 17-05-1960 | Internationaux de France Paris                          | G. Chelem                                               | NC                                                      | Terre (ext.)                                            | Maria Bueno Darlene Hard                                | Pat Ward Ann Haydon-Jones                               | 6-2, 7-5                                                | Tableau                                                 |
| 44                                           | 15-05-1961 | Internationaux de France Paris                          | G. Chelem                                               | NC                                                      | Terre (ext.)                                            | Sandra Reynolds Renee Schuurman                         | Maria Bueno Darlene Hard                                | default                                                 | Tableau                                                 |
| 45                                           | 21-05-1962 | Internationaux de France Paris                          | G. Chelem                                               | NC                                                      | Terre (ext.)                                            | Sandra Reynolds Price Renee Schuurman                   | Justina Bricka Margaret Smith                           | 6-4, 6-4                                                | Tableau                                                 |
| 46                                           | 13-05-1963 | Internationaux de France Paris                          | G. Chelem                                               | NC                                                      | Terre (ext.)                                            | Ann Haydon-Jones Renee Schuurman                        | Robyn Ebbern Margaret Smith                             | 7-5, 6-4                                                | Tableau                                                 |
| 47                                           | 18-05-1964 | Internationaux de France Paris                          | G. Chelem                                               | NC                                                      | Terre (ext.)                                            | Margaret Smith Lesley Turner                            | Norma Baylon Helga Schultze                             | 6-3, 6-0                                                | Tableau                                                 |
| 48                                           | 17-05-1965 | Internationaux de France Paris                          | G. Chelem                                               | NC                                                      | Terre (ext.)                                            | Margaret Smith Lesley Turner                            | Françoise Dürr Jeanine Lieffrig                         | 6-3, 6-1                                                | Tableau                                                 |
| 49                                           | 23-05-1966 | Internationaux de France Paris                          | G. Chelem                                               | NC                                                      | Terre (ext.)                                            | Margaret Smith Judy Tegart                              | Jill Blackman Fay Toyne                                 | 4-6, 6-1, 6-1                                           | Tableau                                                 |
| 50                                           | 22-05-1967 | Internationaux de France Paris                          | G. Chelem                                               | NC                                                      | Terre (ext.)                                            | Françoise Dürr Gail Sherriff                            | Annette Van Zyl Pat Walkden                             | 6-2, 6-2                                                | Tableau                                                 |
| Ère Open                                     |            |                                                         |                                                         |                                                         |                                                         |                                                         |                                                         |                                                         |                                                         |
| 51                                           | 27-05-1968 | Internationaux de France Paris                          | G. Chelem                                               | NC                                                      | Terre (ext.)                                            | Françoise Dürr Ann Haydon-Jones                         | Rosie Casals Billie Jean King                           | 7-5, 4-6, 6-4                                           | Tableau                                                 |
| 52                                           | 26-05-1969 | Internationaux de France Paris                          | G. Chelem                                               | NC                                                      | Terre (ext.)                                            | Françoise Dürr Ann Haydon-Jones                         | Margaret Smith Court Nancy Richey                       | 6-0, 4-6, 7-5                                           | Tableau                                                 |
| 53                                           | 26-05-1970 | Internationaux de France Paris                          | G. Chelem                                               | NC                                                      | Terre (ext.)                                            | Gail Sherriff Françoise Dürr                            | Rosie Casals Billie Jean King                           | 6-1, 3-6, 6-3                                           | Tableau                                                 |
| 54                                           | 24-05-1971 | Roland-Garros Paris                                     | G. Chelem                                               | NC                                                      | Terre (ext.)                                            | Gail Sherriff Françoise Dürr                            | Helen Gourlay Kerry Harris                              | 6-4, 6-1                                                | Tableau                                                 |
| 55                                           | 22-05-1972 | Roland-Garros Paris                                     | G. Chelem                                               | NC                                                      | Terre (ext.)                                            | Billie Jean King Betty Stöve                            | Winnie Shaw Nell Truman                                 | 6-1, 6-2                                                | Tableau                                                 |
| 56                                           | 21-05-1973 | Roland-Garros Paris                                     | G. Chelem                                               | NC                                                      | Terre (ext.)                                            | Margaret Smith Court Virginia Wade                      | Françoise Dürr Betty Stöve                              | 6-2, 6-3                                                | Tableau                                                 |
| 57                                           | 03-06-1974 | Roland-Garros Paris                                     | G. Chelem                                               | NC                                                      | Terre (ext.)                                            | Chris Evert Olga Morozova                               | Gail Sherriff Katja Ebbinghaus                          | 6-4, 2-6, 6-1                                           | Tableau                                                 |
| 58                                           | 02-06-1975 | Roland-Garros Paris                                     | G. Chelem                                               | NC                                                      | Terre (ext.)                                            | Chris Evert Martina Navrátilová                         | Julie Anthony Olga Morozova                             | 6-3, 6-2                                                | Tableau                                                 |
| 59                                           | 31-05-1976 | Roland-Garros Paris                                     | G. Chelem                                               | NC                                                      | Terre (ext.)                                            | Fiorella Bonicelli Gail Sherriff                        | Kathleen Harter Helga Masthoff                          | 6-4, 1-6, 6-3                                           | Tableau                                                 |
| 60                                           | 23-05-1977 | Roland-Garros Paris                                     | G. Chelem                                               | 35 000 $                                                | Terre (ext.)                                            | Regina Maršíková Pam Teeguarden                         | Rayni Fox Helen Cawley                                  | 5-7, 6-4, 6-2                                           | Tableau                                                 |
| 61                                           | 29-05-1978 | Roland-Garros Paris                                     | G. Chelem                                               | 337 000 $                                               | Terre (ext.)                                            | Mima Jaušovec Virginia Ruzici                           | Lesley Turner Gail Sherriff                             | 5-7, 6-4, 8-6                                           | Tableau                                                 |
| 62                                           | 28-05-1979 | Roland-Garros Paris                                     | G. Chelem                                               | 375 000 $                                               | Terre (ext.)                                            | Betty Stöve Wendy Turnbull                              | Françoise Dürr Virginia Wade                            | 3-6, 7-5, 6-4                                           | Tableau                                                 |
| 63                                           | 26-05-1980 | Roland-Garros Paris                                     | G. Chelem                                               | 250 000 $                                               | Terre (ext.)                                            | Kathy Jordan Anne Smith                                 | Ivanna Madruga Adriana Villagrán                        | 6-1, 6-0                                                | Tableau                                                 |
| 64                                           | 25-05-1981 | Roland-Garros Paris                                     | G. Chelem                                               | 300 000 $                                               | Terre (ext.)                                            | Rosalyn Fairbank Tanya Harford                          | Candy Reynolds Paula Smith                              | 6-1, 6-3                                                | Tableau                                                 |
| 65                                           | 24-05-1982 | Roland-Garros Paris                                     | G. Chelem                                               | 367 500 $                                               | Terre (ext.)                                            | Martina Navrátilová Anne Smith                          | Rosie Casals Wendy Turnbull                             | 6-3, 6-4                                                | Tableau                                                 |
| 66                                           | 23-05-1983 | Roland-Garros Paris                                     | G. Chelem                                               | 350 000 $                                               | Terre (ext.)                                            | Rosalyn Fairbank Candy Reynolds                         | Kathy Jordan Anne Smith                                 | 5-7, 7-5, 6-2                                           | Tableau                                                 |
| 67                                           | 28-05-1984 | Roland-Garros Paris                                     | G. Chelem                                               | 680 000 $                                               | Terre (ext.)                                            | Martina Navrátilová Pam Shriver                         | Claudia Kohde-Kilsch Hana Mandlíková                    | 5-7, 6-3, 6-2                                           | Tableau                                                 |
| 68                                           | 27-05-1985 | Roland-Garros Paris                                     | G. Chelem                                               | 800 000 $                                               | Terre (ext.)                                            | Martina Navrátilová Pam Shriver                         | Claudia Kohde-Kilsch Helena Suková                      | 4-6, 6-2, 6-2                                           | Tableau                                                 |
| 69                                           | 26-05-1986 | Roland-Garros Paris                                     | G. Chelem                                               | 930 000 $                                               | Terre (ext.)                                            | Martina Navrátilová Andrea Temesvári                    | Steffi Graf Gabriela Sabatini                           | 6-1, 6-2                                                | Tableau                                                 |
| 70                                           | 25-05-1987 | Roland-Garros Paris                                     | G. Chelem                                               | 1 085 000 $                                             | Terre (ext.)                                            | Martina Navrátilová Pam Shriver                         | Steffi Graf Gabriela Sabatini                           | 6-2, 6-1                                                | Tableau                                                 |
| 71                                           | 23-05-1988 | Roland-Garros Paris                                     | G. Chelem                                               | 1 488 000 $                                             | Terre (ext.)                                            | Martina Navrátilová Pam Shriver                         | Claudia Kohde-Kilsch Helena Suková                      | 6-2, 7-5                                                | Tableau                                                 |
| 72                                           | 29-05-1989 | Roland-Garros Paris                                     | G. Chelem                                               | 1 875 000 $                                             | Terre (ext.)                                            | Larisa Savchenko Natasha Zvereva                        | Steffi Graf Gabriela Sabatini                           | 6-4, 6-4                                                | Tableau                                                 |
| 73                                           | 28-05-1990 | Roland-Garros Paris                                     | G. Chelem                                               | 2 019 720 $                                             | Terre (ext.)                                            | Jana Novotná Helena Suková                              | Larisa Neiland Natasha Zvereva                          | 6-4, 7-5                                                | Tableau                                                 |
| 74                                           | 27-05-1991 | Roland-Garros Paris                                     | G. Chelem                                               | 2 698 740 $                                             | Terre (ext.)                                            | Gigi Fernández Jana Novotná                             | Larisa Neiland Natasha Zvereva                          | 6-4, 6-0                                                | Tableau                                                 |
| 75                                           | 25-05-1992 | Roland-Garros Paris                                     | G. Chelem                                               | 3 277 836 $                                             | Terre (ext.)                                            | Gigi Fernández Natasha Zvereva                          | Conchita Martínez Arantxa Sánchez                       | 6-3, 6-2                                                | Tableau                                                 |
| 76                                           | 24-05-1993 | Roland-Garros Paris                                     | G. Chelem                                               | 3 456 143 $                                             | Terre (ext.)                                            | Gigi Fernández Natasha Zvereva                          | Larisa Neiland Jana Novotná                             | 6-3, 7-5                                                | Tableau                                                 |
| 77                                           | 23-05-1994 | Roland-Garros Paris                                     | G. Chelem                                               | 3 561 928 $                                             | Terre (ext.)                                            | Gigi Fernández Natasha Zvereva                          | Lindsay Davenport Lisa Raymond                          | 6-2, 6-2                                                | Tableau                                                 |
| 78                                           | 29-05-1995 | Roland-Garros Paris                                     | G. Chelem                                               | 3 963 100 $                                             | Terre (ext.)                                            | Gigi Fernández Natasha Zvereva                          | Jana Novotná Arantxa Sánchez                            | 6-76, 6-4, 7-5                                          | Tableau                                                 |
| 79                                           | 27-05-1996 | Roland-Garros Paris                                     | G. Chelem                                               | 4 456 343 $                                             | Terre (ext.)                                            | Lindsay Davenport Mary Joe Fernández                    | Gigi Fernández Natasha Zvereva                          | 6-2, 6-1                                                | Tableau                                                 |
| 80                                           | 26-05-1997 | Roland-Garros Paris                                     | G. Chelem                                               | 4 566 003 $                                             | Terre (ext.)                                            | Gigi Fernández Natasha Zvereva                          | Mary Joe Fernández Lisa Raymond                         | 6-2, 6-3                                                | Tableau                                                 |
| 81                                           | 25-05-1998 | Roland-Garros Paris                                     | G. Chelem                                               | 4 105 011 $                                             | Terre (ext.)                                            | Martina Hingis Jana Novotná                             | Lindsay Davenport Natasha Zvereva                       | 6-1, 7-64                                               | Tableau                                                 |
| 82                                           | 24-05-1999 | Roland-Garros Paris                                     | G. Chelem                                               | 4 407 123 $                                             | Terre (ext.)                                            | Serena Williams Venus Williams                          | Martina Hingis Anna Kournikova                          | 6-3, 6-72, 8-6                                          | Tableau                                                 |
| 83                                           | 29-05-2000 | Roland-Garros Paris                                     | G. Chelem                                               | 4 141 085 $                                             | Terre (ext.)                                            | Martina Hingis Mary Pierce                              | Virginia Ruano Pascual Paola Suárez                     | 6-2, 6-4                                                | Tableau                                                 |
| 84                                           | 28-05-2001 | Roland-Garros Paris                                     | G. Chelem                                               | 3 745 147 $                                             | Terre (ext.)                                            | Virginia Ruano Pascual Paola Suárez                     | Jelena Dokić Conchita Martínez                          | 6-2, 6-1                                                | Tableau                                                 |
| 85                                           | 27-05-2002 | Roland-Garros Paris                                     | G. Chelem                                               | 5 011 256 $                                             | Terre (ext.)                                            | Virginia Ruano Pascual Paola Suárez                     | Lisa Raymond Rennae Stubbs                              | 6-4, 6-2                                                | Tableau                                                 |
| 86                                           | 26-05-2003 | Roland-Garros Paris                                     | G. Chelem                                               | 6 225 054 $                                             | Terre (ext.)                                            | Kim Clijsters Ai Sugiyama                               | Virginia Ruano Pascual Paola Suárez                     | 6-75, 6-2, 9-7                                          | Tableau                                                 |
| 87                                           | 24-05-2004 | Roland-Garros Paris                                     | G. Chelem                                               | 5 982 126 $                                             | Terre (ext.)                                            | Virginia Ruano Pascual Paola Suárez                     | Svetlana Kuznetsova Elena Likhovtseva                   | 6-0, 6-3                                                | Tableau                                                 |
| 88                                           | 23-05-2005 | Roland-Garros Paris                                     | G. Chelem                                               | 5 301 154 $                                             | Terre (ext.)                                            | Virginia Ruano Pascual Paola Suárez                     | Cara Black Liezel Huber                                 | 4-6, 6-3, 6-3                                           | Tableau                                                 |
| 89                                           | 29-05-2006 | Roland-Garros Paris                                     | G. Chelem                                               | 6 747 626 $                                             | Terre (ext.)                                            | Lisa Raymond Samantha Stosur                            | Daniela Hantuchová Ai Sugiyama                          | 6-3, 6-2                                                | Tableau                                                 |
| 90                                           | 28-05-2007 | Roland-Garros Paris                                     | G. Chelem                                               | 8 978 567 $                                             | Terre (ext.)                                            | Alicia Molik Mara Santangelo                            | Katarina Srebotnik Ai Sugiyama                          | 7-65, 6-4                                               | Tableau                                                 |
| 91                                           | 25-05-2008 | Roland-Garros Paris                                     | G. Chelem                                               | 9 711 335 $                                             | Terre (ext.)                                            | Anabel Medina Virginia Ruano Pascual                    | Casey Dellacqua Francesca Schiavone                     | 2-6, 7-5, 6-4                                           | Tableau                                                 |
| 92                                           | 24-05-2009 | Roland-Garros Paris                                     | G. Chelem                                               | 10 009 638 $                                            | Terre (ext.)                                            | Anabel Medina Virginia Ruano Pascual                    | Victoria Azarenka Elena Vesnina                         | 6-1, 6-1                                                | Tableau                                                 |
| 93                                           | 23-05-2010 | Roland-Garros Paris                                     | G. Chelem                                               | 9 938 926 $                                             | Terre (ext.)                                            | Serena Williams Venus Williams                          | Květa Peschke Katarina Srebotnik                        | 6-2, 6-3                                                | Tableau                                                 |
| 94                                           | 22-05-2011 | Roland-Garros Paris                                     | G. Chelem                                               | 10 676 582 $                                            | Terre (ext.)                                            | Andrea Hlaváčková Lucie Hradecká                        | Sania Mirza Elena Vesnina                               | 6-4, 6-3                                                | Tableau                                                 |
| 95                                           | 27-05-2012 | Roland-Garros Paris                                     | G. Chelem                                               | 11 315 740 $                                            | Terre (ext.)                                            | Sara Errani Roberta Vinci                               | Maria Kirilenko Nadia Petrova                           | 4-6, 6-4, 6-2                                           | Tableau                                                 |
| 96                                           | 26-05-2013 | Roland-Garros Paris                                     | G. Chelem                                               | 12 957 474 $                                            | Terre (ext.)                                            | Ekaterina Makarova Elena Vesnina                        | Sara Errani Roberta Vinci                               | 7-5, 6-2                                                | Tableau                                                 |
| 97                                           | 25-05-2014 | Roland-Garros Paris                                     | G. Chelem                                               | 15 598 998 $                                            | Terre (ext.)                                            | Hsieh Su-Wei Peng Shuai                                 | Sara Errani Roberta Vinci                               | 6-4, 6-1                                                | Tableau                                                 |
| 98                                           | 24-05-2015 | Roland-Garros Paris                                     | G. Chelem                                               | 15 980 135 $                                            | Terre (ext.)                                            | Bethanie Mattek-Sands Lucie Šafářová                    | Casey Dellacqua Yaroslava Shvedova                      | 3-6, 6-4, 6-2                                           | Tableau                                                 |
| 99                                           | 23-05-2016 | Roland-Garros Paris                                     | G. Chelem                                               | 16 474 735 $                                            | Terre (ext.)                                            | Caroline Garcia Kristina Mladenovic                     | Ekaterina Makarova Elena Vesnina                        | 6-3, 2-6, 6-4                                           | Tableau                                                 |
| 100                                          | 31-05-2017 | Roland-Garros Paris                                     | G. Chelem                                               | 16 790 000 $                                            | Terre (ext.)                                            | Bethanie Mattek-Sands Lucie Šafářová                    | Ashleigh Barty Casey Dellacqua                          | 6-2, 6-1                                                | Tableau                                                 |
| 101                                          | 30-05-2018 | Roland-Garros Paris                                     | G. Chelem                                               | NC                                                      | Terre (ext.)                                            | Barbora Krejčíková Kateřina Siniaková                   | Eri Hozumi Makoto Ninomiya                              | 6-3, 6-3                                                | Tableau                                                 |
| 102                                          | 26-05-2019 | Roland-Garros Paris                                     | G. Chelem                                               | 23 029 029 $                                            | Terre (ext.)                                            | Tímea Babos Kristina Mladenovic                         | Duan Ying-Ying Zheng Saisai                             | 6-2, 6-3                                                | Tableau                                                 |
| 103                                          | 27-09-2020 | Roland-Garros Paris                                     | G. Chelem                                               | NC                                                      | Terre (ext.)                                            | Tímea Babos Kristina Mladenovic                         | Alexa Guarachi Desirae Krawczyk                         | 6-4, 7-5                                                | Tableau                                                 |
| 104                                          | 30-05-2021 | Roland-Garros Paris                                     | G. Chelem                                               | NC                                                      | Terre (ext.)                                            | Barbora Krejčíková Kateřina Siniaková                   | Bethanie Mattek-Sands Iga Świątek                       | 6-4, 6-2                                                | Tableau                                                 |
| 105                                          | 25-05-2022 | Roland-Garros Paris                                     | G. Chelem                                               | NC                                                      | Terre (ext.)                                            | Caroline Garcia Kristina Mladenovic                     | Coco Gauff Jessica Pegula                               | 2-6, 6-3, 6-2                                           | Tableau                                                 |
| 106                                          | 28-05-2023 | Roland-Garros Paris                                     | G. Chelem                                               | NC                                                      | Terre (ext.)                                            | Hsieh Su-wei Wang Xinyu                                 | Leylah Fernandez Taylor Townsend                        | 1-6, 7-65, 6-1                                          | Tableau                                                 |
| 107                                          | 29-05-2024 | Roland-Garros Paris                                     | G. Chelem                                               | NC                                                      | Terre (ext.)                                            | Coco Gauff Kateřina Siniaková                           | Sara Errani Jasmine Paolini                             | 7-65, 6-3                                               | Tableau                                                 |

## Championnes les plus titrées
Mis à jour après RG 2024.
| #  | Joueuse                | Titres | Titres   | Premier | Dernier |
| #  | Joueuse                | Total  | Ère Open | Premier | Dernier |
| -- | ---------------------- | ------ | -------- | ------- | ------- |
| 1. | / Martina Navrátilová  | 7      | 7        | 1975    | 1988    |
| 2. | Suzanne Lenglen        | 6      | 0        | 1920    | 1926    |
| 2. | Simonne Mathieu        | 6      | 0        | 1933    | 1939    |
| 2. | Gigi Fernández         | 6      | 6        | 1991    | 1997    |
| 2. | Natasha Zvereva        | 6      | 6        | 1989    | 1997    |
| 2. | Virginia Ruano Pascual | 6      | 6        | 2001    | 2009    |
| 7. | Doris Hart             | 5      | 0        | 1948    | 1953    |
| 7. | Françoise Dürr         | 5      | 4        | 1967    | 1971    |
| 9. | Daisy Speranza         | 4      | 0        | 1909    | 1912    |
| 9. | Jeanne Matthey         | 4      | 0        | 1909    | 1912    |
| 9. | Elizabeth Ryan         | 4      | 0        | 1930    | 1934    |
| 9. | Shirley Fry            | 4      | 0        | 1950    | 1953    |
| 9. | Renee Schuurman        | 4      | 0        | 1959    | 1963    |
| 9. | Pam Shriver            | 4      | 4        | 1984    | 1988    |
| 9. | Gail Sherriff          | 4      | 3        | 1967    | 1976    |
| 9. | Paola Suárez           | 4      | 4        | 2001    | 2005    |
| 9. | Kristina Mladenovic    | 4      | 4        | 2016    | 2022    |

| #  | Joueuse                             | Titres | Premier | Dernier |    |                                |   |      |      |
| -- | ----------------------------------- | ------ | ------- | ------- | -- | ------------------------------ | - | ---- | ---- |
| #  | Joueuse                             | Titres | Premier | Dernier | 1. | Gigi Fernández Natasha Zvereva | 5 | 1992 | 1997 |
| 2. | Daisy Speranza Jeanne Matthey       | 4      | 1909    | 1912    |    |                                |   |      |      |
| 2. | Doris Hart Shirley Fry              | 4      | 1950    | 1953    |    |                                |   |      |      |
| 2. | Martina Navrátilová Pam Shriver     | 4      | 1984    | 1988    |    |                                |   |      |      |
| 2. | Virginia Ruano Pascual Paola Suárez | 4      | 2001    | 2005    |    |                                |   |      |      |

## Nombre de titres par pays
Mis à jour après RG 2024.
| Pays           | Titres | Premier | Dernier |
| -------------- | ------ | ------- | ------- |
| France         | 22     | 1907    | 1967    |
| États-Unis     | 17     | 1930    | 1960    |
| Royaume-Uni    | 9      | 1928    | 1963    |
| Afrique du Sud | 5      | 1927    | 1963    |
| Australie      | 4      | 1954    | 1966    |
| Espagne        | 1      | 1929    | -       |
| Pays-Bas       | 1      | 1929    | -       |
| Pologne        | 1      | 1939    | -       |
| Mexique        | 1      | 1958    | -       |
| Brésil         | 1      | 1960    | -       |
| Total          | 62*    |         |         |

| Pays             | Titres | Premier | Dernier |
| ---------------- | ------ | ------- | ------- |
| États-Unis       | 24     | 1972    | 2024    |
| France           | 10     | 1968    | 2022    |
| Tchéquie         | 7      | 1998    | 2024    |
| Espagne          | 6      | 2001    | 2009    |
| Biélorussie      | 5      | 1992    | 1997    |
| Australie        | 4      | 1973    | 2007    |
| Tchécoslovaquie  | 4      | 1975    | 1991    |
| Argentine        | 4      | 2001    | 2005    |
| Royaume-Uni      | 3      | 1968    | 1973    |
| Hongrie          | 3      | 1986    | 2020    |
| Pays-Bas         | 2      | 1972    | 1979    |
| Union soviétique | 2      | 1974    | 1989    |
| Afrique du Sud   | 2      | 1981    | 1983    |
| Suisse           | 2      | 1998    | 2000    |
| Italie           | 2      | 2007    | 2012    |
| Chine            | 2      | 2014    | 2023    |
| Taipei chinois   | 2      | 2014    | 2023    |
| Uruguay          | 1      | 1976    | -       |
| Yougoslavie      | 1      | 1978    | -       |
| Roumanie         | 1      | 1978    | -       |
| Belgique         | 1      | 2003    | -       |
| Japon            | 1      | 2003    | -       |
| Russie           | 1      | 2013    | -       |
| Total            | 90*    |         |         |